# All Aboard: A Tribute to Johnny Cash
All Aboard: A Tribute to Johnny Cash is een tributealbum ter ere van de Amerikaanse countrymuzikant Johnny Cash. Het album bevat covers van bekende Noord-Amerikaanse punk- en folkrockbands en artiesten, zoals The Bouncing Souls en Chuck Ragan. Het werd op 21 oktober 2008 uitgegeven door Anchorless Records en de opbrengsten van het album werden geschonken aan Syrentha Savio Endowment, een organisatie die financiële ondersteuning biedt aan borstkankerpatiënten.

## Nummers
Het laatste nummer is een bonustrack die alleen op de vinyl-versie van het album te horen is.
1. "Man in Black" (The Bouncing Souls) - 2:40
2. "Country Boy" (Fallen from the Sky) - 2:27
3. "Wreck of the Old 97" (Chuck Ragan) - 1:59
4. "Let the Train Whistle Blow" (Joe McMahon) - 2:28
5. "Delia's Gone" (Ben Nichols) - 2:01
6. "God's Gonna Cut You Down" (The Gaslight Anthem) - 2:42
7. "Cocaine Blues" (The Loved Ones) - 2:50
8. "Give My Love to Rose" (OnGuard ft. Jason Shevchuk) - 2:20
9. "I Still Miss Someone" (Casey James Prestwood) - 2:24
10. "Hey Porter" (MxPx) - 2:01
11. "Cry! Cry! Cry!" (The Flatliners) - 2:16
12. "Ballad of a Teenage Queen" (The Dresden Dolls ft. Franz Nicolay) - 2:59
13. "Folsom Prison Blues" (Chon Travis) - 2:30
14. "There You Go" (The Sainte Catherines) - 2:13
15. "I Walk the Line" (Russ Rankin) - 2:25
16. "Delia's Gone" (Ben Nichols) - 2:01